# 本体构成要素
在计算机科学领域，本体构成要素指的就是构成本体的基本元素；当代的本体所采用的语言形形色色，但它们在结构上却具有许许多多的相似性；大多数本体所描述的对象都包括个体（实例）、类（概念、对象类型）、属性以及关系。